# Khari Stephenson
Khari Stephenson est un footballeur jamaïcain évoluant au poste de milieu de terrain avec les San Jose Earthquakes en MLS et la sélection de la Jamaïque.

## Biographie
Stephenson arrive aux États-Unis dans le cadre de ses études à l'âge de 19 ans. Joueur en NCAA, il est sélectionné par le Chicago Fire lors des repêchage MLS de 2004.

## Carrière internationale
Il participe avec la sélection U20 jamaïcaine à la Coupe du monde de football des moins de 20 ans 2001 en Argentine.